# Henri Rousseau
Henri Rousseau (Laval, 21. svibnja 1844. - Pariz, 2. rujna 1910.) bio je francuski postimpresionistički slikar naivnog ili primitivnog smjera. Poznat je i kao carinik po zanimanju pa su ga zvali „Henri Rousseau carinik”. Za života su mu se rugali, a kasnije su ga prepoznali kao samoukog genija čije je djelo visoke umjetničke vrijednosti.
Rođen je u Lavalu u dolini Loire u obitelji vodoinstalatera. Radio je kod jednog odvjetnika i studirao pravo. Međutim, nakon manjeg krivokletstva, pobjegao je u vojsku, gdje je služio četiri godine počevši od 1863. Otac mu je umro iste godine kada se Rousseau oženio. Godine 1868. Rousseau se seli u Pariz, gdje se zapošljava kao državni službenik. Od 1871. radi kao carinik. Počeo je slikati u četrdesetima, a s 49 godina otišao je u mirovinu kako bi imao vremena za umjetnost. Kasnije je često svirao violinu na ulici i radio druge sitne poslove, jer je imao relativno malu mirovinu.
Rousseau je tvrdio da nema drugog učitelja osim same prirode. Ipak, priznao je da je nekoliko savjeta dobio od dvojice akademskih slikara: Félixa Augustea Clémenta i Jeana Leona Gérômea. Bio je samouk i smatra se naivnim slikarom.

## Slike i tehnika
Njegove najpoznatije slike prikazuju scene iz džungle. Zanimljivo je da nikada nije vidio džunglu. Poštovatelji njegovih slika širili su lažnu priču, da je bio u francuskom ekspedicijskom korpusu u Meksiku. Rousseau je crpio inspiraciju iz ilustriranih knjiga i posjeta botaničkom vrtu u Parizu. Upoznao je vojnike koji su služili u Meksiku i slušao njihove priče.
Slikao je slojevito. Počinjao bi s nebom u pozadini, a završavao sa životinjama ili ljudima u prvom planu. Kiša na slici „Tigar u tropskoj oluji (iznenađen)”, naslikanoj 1891., postignuta je na inovativan način tankim svijetlosivim potezima boje po platnu s lakom ili glazurom. Kada je Rousseau slikao džunglu, koristio je mnogo nijansi zelene. Iako je slikao prema prirodi, njegovi su listovi prilagođeni umjetničkim potrebama i često nisu prepoznati kao pojedinačne biljke. Kada je Rousseau slikao, prvo bi slikao jednom bojom i njenim nijansama. Zatim bi prešao na drugu boju. Proveo bi dosta vremena na svakoj slici. Zbog financijskih ograničenja koristio je boje slabije kvalitete za slikanje. Na nekim mjestima nije proveo pravilan tehnički postupak pa mu je boja popucala.

## Kritika i priznanje
Njegov naizgled djetinjasti stil dao je razlog kritičarima, da se rugaju njegovom radu. Nije bio svjestan da etablirani umjetnici smatraju, da on nije školovan kao umjetnik. Uzalud je pokušavao biti prihvaćen. Mnogi promatrači komentirali su, da slika kao dijete i da ne znaju kako radi, ali da se na djelu vidi neka tehnika.
Od 1886. godine izlaže u Salonu nezavisnih, a iako njegov rad nije bio na istaknutom mjestu, s vremenom je izazivao sve veću pozornost. Sliku „Tigar u tropskoj oluji (iznenađen)” izložio je 1891. godine i prvi put dobio ozbiljniju kritiku, kada je mladi umjetnik Felix Vallonton napisao "Njegov tigar, koji iznenađuje svoj plijen, ne treba propustiti. On je alfa i omega slikarstva".
Trebalo je više od deset godina da se Rousseau vrati slikanju svojih vizija džungle. Godine 1905. u Salonu nezavisnih izlaže sliku "Gladni lav nasrće na antilopu". Slika je bila izložena u blizini mladih avangardnih umjetnika poput Henrija Matissea i prve prezentacije fovizma. Barunica Delaunay, majka Roberta Delaunaya, naručila je sliku „Krotitelj zmija” od Rousseaua 1907. godine.
Kada je Pablo Picasso na ulici naišao na jedno od njegovih djela, odmah je prepoznao Rousseauov talent i odlučio ga vidjeti. Godine 1908. Picasso je priredio napola ozbiljan banket u Rousseauovu čast.
Preminuo je 2. rujna 1910. u Parizu. Na sprovod mu je došlo sedam prijatelja.
Rousseauovo djelo imalo je velik utjecaj na nekoliko generacija avangardnih slikara, počevši od Picassa pa do Fernanda Légera, Maxa Beckmanna i nadrealista. Retrospektivna izložba Rousseauovih slika prikazana je 1911. u Salonu nezavisnih u Parizu. Njegove slike prikazane su i na izložbi „Plavi jahač”.

## Galerija
- Samoportret
- Zalogaj za lava
- Egzotični krajolik
- Muza inspirira pjesnika
- Nogometaši
- Buket cvijeća
- Portret Gospodina X
- Mlin